# Allergiekarriere
Als Allergiekarriere wird der Umstand bezeichnet, dass allergisch veranlagte Menschen verschiedene allergische Krankheiten und Allergien durchlaufen können, schon mit der Kindheit beginnend, einschließlich Atopisches Ekzem und Asthma bronchiale. Als Maßnahmen werden Rauchverbot in der Nähe des betroffenen Kindes, Ernährungsumstellungen, Hausstaubsanierungen und Frühtherapien mit Antihistaminika diskutiert.